# Cenotaf
Cenotaf ili kenotaf je simboličan grob ili nadgrobni spomenik podignut na uspomenu pokojnika čije se tijelo nalazi drugdje ili nije pronađeno.
U Drevnoj Grčkoj podizani su grobovi herojima, mitskim utemeljiteljima gradova te onima koji su stradali izvan grada te nikada nisu stvarno pokopani. Rimljani su također podizali cenotafe u znak sjećanja na mrtve čije kosti nisu mogli pronaći. Na taj su način smatrali da se duše pokojnika tako mogu udobrovoljiti bogovima Manima.

### Članci
- Buovac, Marin. 2024. Kenotaf – kult ritualno-simboličnih grobova na prostoru današnje Hrvatske. Zbornik Janković. Ogranak Matice hrvatske u Daruvaru. Daruvar. 7 (8–9): 140–149